# سعيدة عمودي
سعيدة عمودي (مواليد 1 يناير 1980، فاس[بحاجة لمصدر])، هي رياضية ألعاب قوى بارالمبية مغربية مُتخصصة في مُسابقات الرمي. مثلت سعيدة المغرب في دورتي الألعاب البارالمبية الصيفية 2016 و2020.

## مسيرتها الرياضية
مثلت سعيدة عمودي المغرب في مُنافسات ألعاب القوى في الألعاب البارالمبية الصيفية 2020 – رمي الجلة للنساء خلال دورة الألعاب البارالمبية الصيفية 2020، وقد حققت خلال هذه المُشاركة ميدالية برونزية بعد حلولها في المركز الثالث في هذه المُسابقة، بعد تسجيلها لرمية قدرها 8.21 متر. تُعد هذه الميدالية أول ميدالية للرياضيين المغاربة خلال دورة الألعاب البارالمبية الصيفية 2020، وهي أيضا أول ميدالية بارالمبية لسعيدة عمودي في مسارها الرياضي، حيث أنها كانت قد أتت في المركز الرابع خلال مُنافسات رمي الجُلة في دورة الألعاب البارالمبية الصيفية 2016، والمركز الثامن ضمن مُنافسات رمي الرمح خلال نفس الدورة.